# John Owen
John Owen, cuyo nombre se suele latinizar como Ioannes Owen, Joiannes Oweni, Ovenus o Audoenus y a quien también se suele llamar hispanizándolo como Juan Owen (Plas Du, Llanarmon, cerca de Snowdon, país de Gales, c. 1564 - Londres, c. 1622/1628) fue un humanista y poeta latino epigramático galés, tan famoso que llegó a llamársele "el Marcial inglés"; no debe confundírsele con otros muchos homónimos o personajes del mismo nombre, entre ellos su casi contemporáneo el teólogo puritano John Owen (1616 - 1683).

## Biografía
Se educó en la Winchester School con el doctor Thomas Bilson y en el New College de Oxford, donde se licenció en Derecho Civil en 1590. Fue fellow de su universidad entre 1584 y 1591 y luego maestro de escuela en Trelleck, cerca de Monmouth; después lo fue en el King's College de Warwick, hacia 1595, y le doblaron el salario a 20 libras anuales en 1614. Cuando falleció en 1622, fue enterrado en la antigua catedral de San Pablo de Londres gracias a la intervención de su amigo el obispo de Lincoln Williams, quien lo había protegido en sus últimos años. Owen era un acérrimo protestante, y como algunos de sus epigramas atacaron la Iglesia Católica, fueron estos colocados en el Index librorum prohibitorum en 1654.
Destacó como un perfecto versificador en lengua latina y en el ingenioso género del epigrama, que le hizo célebre en toda Europa. Sus libros de Epigrammata se tradujeron e imitaron por doquier; publicó los cuatro primeros en 1606, y en cuatro ediciones sucesivas los amplió hasta doce; fueron tan populares que se han reimprimido y traducido sin interrupción hasta la actualidad. Los libros XI y XII no son de Owen, sino adiciones póstumas a la edición de Leipzig (1620); el XI consiste en una colección de 128 epigramas moralizantes titulada Monosticha quaedam Ethica et Politica Veterum Sapientum que proviene de los Disticha de moribus, obra de Michel Verino; el XII es una colección de fragmentos de Owen.

## Obras
Las 4 ediciones originales son:
- Ioannis Audoeni Epigrammatum libri III, Londres, 1606 (dedicado a Lady Mary Neville, reeditado en dos ocasiones en 1607)
- Epigrammatum Ioannis Owen ... liber singularis, Londres, 1607 (dedicado a Lady Arabella Stuart)
- Epigrammatum Ioannis Owen ... Libri Tres, Londres, 1612 (los primeros dos libros dedicados a Henry, Príncipe de Gales, el tercer libro dedicado a Charles, duque de York)
- Epigrammatum Joannis Owen ... libri Tres, Londres, 1613 (?) (tres libros, dedicados, respectivamente, a Sir Edward Noel, Sir William Sedley, y Sir Roger Owen)

Hay ediciones elzevirianas de los Epigrammata y también una realizada por Didot; la mejor es la de Renouard (2 vols., París, 1795). Francisco de la Torre y Sevil (1625-1681), poeta catalán, debe mucho a Owen y tradujo sus obras en español en 1674 con el título de Agudezas de Juan Owen, traducidas en metro castellano ilustradas con adiciones y notas (Madrid: por Francisco Sanz, imprenta del Reino, 1674 primera parte; ...Segunda parte que contiene el libro llamado uno, con los disticos morales y políticos de M. Verino, etc. José Carlos Garcés y de la Sierra Boyl de Arenós, 1682, la segunda). Versiones al francés fueron publicadas por Lebrun (1709) y por Kerivalant (1819).